# 나이지리아 대통령
나이지리아의 대통령은 나이지리아의 국가과 국가 의회를 대표하는 직책으로, 나이지리아군의 사령관직을 겸임한다. 현 대통령에는 2023년 취임한 볼라 티누부가 직무를 수행하고 있다.

## 역사
1960년 10월 1일 나이지리아가 영국으로부터 독립하기 전에는 영국의 여왕 엘리자베스 2세가 다스렸으며 독립 후 1963년 나이지라아가 연방 공화국이 되자 은남디 아지키웨가 초대 대통령이 되어 나아지리아 제1공화국이 시작되었다.
1966년 1월 육군 장교 존슨 아그이 이론시가 중앙 및 지방 정부를 혼란에 빠뜨려 총리를 죽이고 쿠데타를 일으켜 제1공화국을 붕괴시키고 2대 대통령이 되었다. 이에 1966년 7월 야쿠부 고원과 무르탈라 모하메드의 쿠데타로 이론시가 암살당하고 고원이 3대 대통령이 되었다.
1975년 무르탈라 모하메드의 쿠데타로 고원이 해임당하고 모하메드가 4대 대통령이 되었으나 그 역시 1976년 고원의 쿠데타 세력에게 암살당했고 그의 후계자 올루세군 오바산조가 쿠데타를 진압하고 5대 대통령으로 올라 나이지리아 최초의 민간 정부를 세웠다.
1979년 10월 오바산조 대통령이 세후 샤가리 대통령에게 민정 이양을 실시하여 나이지리아 제2공화국을 수립하고 미국식 헌법에 의한 민정이 실시되었으나 선거 후유증으로 인한 혼란이 계속되는 가운데 1983년 12월 31일 무함마두 부하리 장군이 7대 대통령으로 등장해 제2공화국이 붕괴되고 다시 군사 정부가 수립되었다.
1985년 이브라힘 바방기다와 1993년 어니스트 쇼네칸 임시 정부 대통령을 거쳐 사니 아바차가 10대 대통령이 되어 강력한 독재 정치를 펼쳤고 1998년 아바차의 사망 이후 압둘살라미 아부바카르가 대통령으로 재임하였다.
1999년 올루세군 오바산조가 다시 12대 대통령에 오르면서 본격적인 민주화가 이루어져 군사 정권이 끝나고 나이지리아 제4공화국이 수립되었다. 2007년 우마루 야르아두아가 13대 대통령이 되었으나 2009년 건강 문제로 잠시 물러났으나 부통령 굿럭 조너선에게 권력 이양을 하지 않아 문제가 일어났고 2010년 2월 9일 의회가 조너선 대통령에게 권력 이양을 결정했다.
이후 2010년 5월 5일 야르아두아 대통령이 사망하자, 굿럭 조너선 대통령이 공식적으로 대통령직을 승계했다. 그리고 1년 뒤 2011년 4월 16일 대선에서 재선에 성공했다.
2015년 대선에서 육군 소장 출신으로 대통령을 지낸 모하마두 부하리가 전임자인 굿럭 조너선에 승리했다.

## 대통령 목록

### 나이지리아 자치령 (1960 ~ 1963)
- 엘리자베스 2세 (1960년 10월 1일 ~ 1963년 10월 1일)

### 나이지리아 제1공화국(1963 ~ 1966)
- 은남디 아지키웨 (1963년 10월 1일 ~ 1966년 1월 16일)

### 제1군사 정부 (1966 ~ 1979)
- 존슨 아그이-이론시 (1966년 1월 16일 ~ 1966년 7월 26일)
- 야쿠부 고원 (1966년 10월 19일 ~ 1975년 7월 29일)
- 무르탈라 모하메드 (1975년 7월 29일 ~ 1976년 2월 13일)
- 올루세군 오바산조 (1976년 2월 13일 ~ 1979년 10월 1일)

### 나이지리아 제2공화국(1979 ~ 1983)
- 셰후 샤가리 (1979년 10월 1일 ~ 1983년 12월 31일)

### 제2군사 정부 (1983 ~ 1999)
- 모하마두 부하리 (1983년 12월 31일 ~ 1985년 8월 27일)
- 이브라힘 바방기다 (1985년 8월 27일 ~ 1993년 8월 26일)
- 어니스트 쇼네칸 (1993년 8월 26일 ~ 1993년 11월 17일)
- 사니 아바차 (1993년 11월 17일 ~ 1998년 5월 8일)
- 압둘살라미 아부바카르 (1998년 5월 8일 ~ 1999년 5월 29일)

### 나이지리아 제3공화국(1999 ~ )
- 올루세군 오바산조 (1999년 5월 29일 ~ 2007년 5월 29일)
- 우마루 야르아두아 (2007년 5월 29일 ~ 2010년 5월 5일)
- 굿럭 조너선 (2010년 5월 6일 ~ 2015년 5월 29일)
- 모하마두 부하리 (2015년 5월 29일 ~ 2016년 6월 6일)
- (권한대행)예미 오신바조(2016년 6월 6일 ~ 2016년 6월 19일)
- 모하마두 부하리 (2016년 6월 19일 ~ 2017년 1월 19일)
- (권한대행)예미 오신바조(2017년 1월 19일 ~ 2017년 3월 13일)
- 모하마두 부하리 (2017년 3월 13일 ~ 2017년 5월 7일)
- (권한대행)예미 오신바조(2017년 5월 7일 ~ 2017년 8월 19일)
- 무하마두 부하리 (2017년 8월 19일 ~ 2023년 5월 29일)
- 볼라 티누부 (2023년 5월 29일 ~ )

## 같이 보기
- 나이지리아의 총리